# Szalatnay Márk
Szalatnay Márk (Felsővisó, 1815 – Los Angeles, 1875. augusztus) az 1848-49-es magyar szabadságharc egyik főhadnagya, szakszervezeti vezető, forradalmi szocialista.

## Életútja
Református tanító családjában született, szegény és szerény körülmények közt nevelkedett. Sárospatakon és Pesten tanult, igen kiváló tanuló volt, értekezéseit többnyire latin nyelven írta. Szabályos koldusdiákként élt, gazdag családok gyermekeinek tanításából tartotta fenn magát. Az egyetemen az amerikai és a francia forradalmi eszméket hirdette, e miatt „eltanácsolták”, azaz kicsapták az egyetemről. 1838-ban a pesti dunai árvíz alkalmával Pest egyik terén gyújtó beszédet mondott, elmondta azt a tényt, hogy a pesti városi vezetés az árvízi védekezésre szánt pénzből fogadta nagy pompával Pesten Mária Ludovika királynét, sőt még 160 ezer forintba kerülő ékszerrel is megajándékozták. Ezen szónoklata miatt elfogták és négyévi börtönbüntetésre ítélték. A börtönben megtanult angolul és franciául, s megírta latin nyelvű doktori értekezésének szövegét. 1843-ban szabadult, s Franciaországba, majd Hollandiába ment, tanulmányokat folytatott a leideni és dordrechti egyetemeken, ez utóbbi helyen nyerte el a doktori címet.
Az 1848–49-es forradalom és szabadságharc hírére hazatért, majd főhadnagyi rangban harcolt Kossuth Lajos zászlója alatt, részt vett Komárom védelmében, ahol a világosi fegyverletétel után is még másfél hónapig ellenálltak a honvédek. Klapka György szeptember 27-én tette le a fegyvert, adta át a várat az osztrák és az orosz túlerőnek. A szabadságharc leverése után Szalatnay Márk Angliába menekült, ott azonnal bekapcsolódott az angol chartista mozgalomba. Hat éven keresztül a dél-walesi bányászok szervezetének titkára volt, ezen idő alatt hét eredményes és 27 eredménytelen sztrájkban játszott vezető szerepet. Mindegyik alkalommal bíróság elé állították, végül kiutasították az országból.
Angliából Baltimore-ba emigrált, egy régi katonabajtársa, Máriássy Taszilo szivarüzemében vállalt munkát. 1860-ban egy rabszolgatartó pártiak által rendezett tüntetésen Szalatnayra rálőtt egy déli ember. Olyan súlyosan megsérült, hogy az Unió katonái közé nem vehették be. Negyven magyarral együtt átment Kanadába, ott is dolgozni akartak, de csalók kezébe kerültek. Kanadai életében munkásuniókat szervezett, amelyet Kanadában sokáig számontartottak, nem véletlen, hogy a Dictionary of Canadian Biograhy hosszas szócikkben ismerteti életét és munkásságát. Torontóba költözve új munkahelyén sztrájkot szított, négyhavi börtönbüntetésre ítélték, s kiutasították ezúttal Kanadából is.
Szalatnay újra visszatért az Amerikai Egyesült Államokba, Los Angelesbe, ahol szervezte a munkások bérharcait. Egy kenyérgyári sztrájk vetett véget életének, a tüntetésen rendőrsortűz áldozata lett.